# Campeonato Uruguaio de Futebol de 1955 – Segunda Divisão
O Campeonato Uruguaio de Segunda Divisão de 1955, também conhecido oficialmente como Campeonato Uruguayo de Primera División "B" de 1955 ou simplesmente como Primera "B" de 1955 foi a décima quarta edição do torneio de segundo nível do futebol profissional do Uruguai. O Racing conquistou seu primeiro título da categoria e retornou à primeira divisão do Campeonato Uruguaio, enquanto o Progreso foi rebaixado pelo sistema de promedios.

## Regulamento
O torneio seguiu o formato tradicional de pontos corridos com oito equipes. Cada clube enfrentou os demais três vezes (turno, returno e turno extra), totalizando 21 rodadas. O sistema de pontuação atribuía:
- 2 pontos por vitória
- 1 ponto por empate
- 0 pontos por derrota

O acesso foi decidido por:
- Promoção automática: O campeão (1º colocado) ascendeu diretamente à primeira divisão do Campeonato Uruguaio de 1956.

O rebaixamento utilizou o critério de promedios (média de desempenho em duas temporadas):
- Para clubes presentes em 1954 e 1955: média aritmética dos pontos nestes anos
- Para casos especiais de clubes que subiram ou desceram entre divisões: apenas os pontos desta temporada

O lanterna no promedio foi rebaixado à terceira divisão.

## Participantes
- Bella Vista, Canillitas, Central, Fénix, Progreso e Racing: Permaneceram da temporada anterior.
- Miramar: Rebaixado da primeira divisão do Campeonato Uruguaio em 1954.
- Colón: Promovido da terceira divisão do Campeonato Uruguaio.

## Classificação Final
| #  | Equipe      | PTS | J  | V  | E | D  | GP | GC | SG |
| -- | ----------- | --- | -- | -- | - | -- | -- | -- | -- |
| 1º | Racing      | 30  | 21 | 13 | 4 | 4  | 54 | 36 | 18 |
| 2º | Fénix       | 23  | 21 | 9  | 5 | 7  | 46 | 36 | 10 |
| 3º | Central     | 23  | 21 | 10 | 3 | 8  | 46 | 48 | −2 |
| 4º | Bella Vista | 21  | 21 | 8  | 5 | 8  | 32 | 38 | −6 |
| 5º | Miramar     | 19  | 21 | 7  | 5 | 9  | 39 | 44 | −5 |
| 6º | Colón       | 19  | 21 | 6  | 7 | 8  | 34 | 35 | −1 |
| 7º | Canillitas  | 17  | 21 | 5  | 7 | 9  | 39 | 47 | −8 |
| 8º | Progreso    | 16  | 21 | 7  | 2 | 12 | 45 | 51 | −6 |

| Fonte: Segunda División Profesional (em castelhano) |

### Médias de rebaixamento (1954–1955)
| #  | Equipe      | Promedio |
| -- | ----------- | -------- |
| 1º | Racing      | 28.0     |
| 2º | Central     | 26.0     |
| 3º | Bella Vista | 23.0     |
| 4º | Fénix       | 19.5     |
| 5º | Colón       | 19.0     |
| 5º | Miramar     | 19.0     |
| 7º | Canillitas  | 18.5     |
| 8º | Progreso    | 15.0     |

| Fonte: Segunda División Profesional (em castelhano) |

## Promoção e Rebaixamento
- Promovido à primeira divisão do Campeonato Uruguaio (1956): Racing.[5][6]
- Rebaixado por promedio: Progreso.[7]

## Estatísticas

### Artilharia
- José Baksa (Fénix): 20 gols.[8]

## Movimentação para 1956
- Rebaixado da primeira divisão do Campeonato Uruguaio: River Plate
- Promovido da terceira divisão do Campeonato Uruguaio: Uruguay Montevideo